# Нугуманов, Рауф Самигуллович
Нугуманов Рауф Самигуллович (17 декабря 1956 года, Уфа, Башкирская АССР) — российский государственный деятель,
глава администрации г. Уфы (2000—2003). Первый заместитель Премьер-министра Правительства Республики Башкортостан (2012—2014). Депутат Государственного Собрания Республики Башкортостан второго созыва.

## Биография
Рауф Самигуллович Нугуманов родился 17 декабря 1956 года в городе Уфе Башкирской АССР. Трудовую деятельность начал токарем Уфимского тепловозоремонтного завода (1974—1975). После трехлетнего обучения в индустриально-педагогическом техникуме, два года работал инженером-технологом, мастером ЖЭУ-51, начальником аварийно-диспетчерской службы, старшим мастером ЖЭУ-51, начальником ЖЭУ-17 производственного треста жилищного хозяйства Советского района г. Уфы.

В 1988—1992 годах заведовал отделом коммунального хозяйства исполкома Советского районного Совета г. Уфы. Следующие два года был заведующим отделом коммунального хозяйства администрации того же района. Затем до 1996 года — первый заместитель главы администрации Советского района г. Уфы.

С 1996 года по 1998 год проработав начальником управления коммунального хозяйства и благоустройства администрации г. Уфы становится
главой администрации Октябрьского района (1998—2000).
В 2000—2003 годах возглавляет администрацию г. Уфы. В последующие годы занимает пост генерального директора Уфимского предприятия тепловых сетей (2003—2004), заместителя генерального директора ООО «Энергия» (2004—2007), директора общества с ограниченной ответственностью "Управляющая компания «БСГС» (2007—2009), генерального директора ГУП «Фонд жилищного строительства Республики Башкортостан» (2010—2012).

В 2012 году назначается на должность первого заместителя Премьер-министра Правительства Республики Башкортостан.
С 2018 года по 2022 год — генеральный директор АО «Башспирт».
В 2024 году задержан по обвинению в мошенничестве в особо крупном размере. По версии следствия, в 2021-2022 годах фигуранты дела организовали отчуждение принадлежащей ТД «Башспирт» недвижимости в Башкирии за 132 млн руб., реальная рыночная стоимость объектов составляла 195 млн руб. Покупателями были две аффилированные обвиняемым компании «Атлантис» и «Цитадель». После между новыми собственниками и торговым домом были заключены договоры аренды имущества на 10 лет по завышенным ставкам, по ним за аренду заплатили 25 млн руб.
В результате республике как единственному акционеру «Башспирта» был причинен ущерб на 88 млн руб.
Общественная деятельность
- В 1999—2003 годах избирался депутатом палаты представителей Государственного Собрания Республики Башкортостан второго созыва[5][6].
- Член наблюдательного совета НОЦ[7]
- Член попечительского совета Башкирского регионального отделения ВОО «Русское географическое общество»[8]
- Меценатство [9].

## Награды
Орден Дружбы народов.

## Семья
С женой воспитали двоих детей.